# Polyalthia anomala
Polyalthia anomala är en kirimojaväxtart som beskrevs av Odoardo Beccari. Polyalthia anomala ingår i släktet Polyalthia och familjen kirimojaväxter. Inga underarter finns listade i Catalogue of Life.